# Interconnettore Turchia-Grecia-Italia
L'Interconnettore Turchia-Grecia-Italia, noto comunemente come ITGI, è un progetto di trasporto di gas naturale proposto nel quadro del Corridoio meridionale del gas. È stato proposto per il trasporto di gas naturale dal giacimento Shah Deniz in Azerbaigian di fase II ai mercati in Europa attraverso la Grecia e l'Italia. Il gasdotto Turchia-Grecia è stata completato nel 2007, mentre il futuro del progetto del gasdotto Grecia-Italia non è chiaro a causa delle proteste per la costruzione del Gasdotto Trans-Adriatico. Rientra nel quadro del meno ampio Interconnettore Grecia-Italia (IGI).

## Gasdotto Turchia-Grecia
Il gasdotto Turchia-Grecia è un gasdotto lungo 296 km, che collega le reti gas turche e greche. Il gasdotto inizia nel Karacabey in Turchia e arriva fino a Komotini in Grecia.

### Storia
L'accordo tra società del gas turca BOTAŞ e la società del gas greca DEPA è stato firmato il 28 marzo 2002. L'accordo intergovernativo per la costruzione di un gasdotto tra i due paesi è stato firmato il 23 dicembre 2003 ad Ankara. La fondazione di gasdotto fu posta il 3 luglio 2005 dai primi ministri Kōstas Karamanlīs e Recep Tayyip Erdoğan. È stato completato nel settembre 2007. Il gasdotto è stato ufficialmente inaugurato il 18 novembre 2007.

### Descrizione tecnica
La lunghezza della sezione turca è di 210 chilometri, di cui 17 chilometri sono sotto il Mar di Marmara. La lunghezza della sezione greca è 86 chilometri. Il diametro del gasdotto è di 36 pollici e la capacità è di 7 miliardi di metri cubi di gas naturale all'anno.

## Gasdotto Grecia-Italia
Il gasdotto Grecia-Italia (gasdotto Poseidon) è un progetto di gasdotto tra la Grecia e l'Italia. È stato sviluppato da IGI Poseidon SA, una joint venture tra DEPA e l'italiana Edison SpA.

### Storia
Lo studio di fattibilità per il gasdotto Grecia-Italia è stato condotto nel 2003. Lo studio è stato finanziato dalla Commissione Europea.
Il protocollo d'intesa per la costruzione del gasdotto è stato firmato tra DEPA ed Edison il 28 aprile 2005. È stato seguito da un accordo intergovernativo firmato il 4 novembre 2005 a Roma dal Ministro italiano per le Attività Produttive Claudio Scajola e il ministro dello Sviluppo greco Dimitris Sioufas. Anche il ministro turco dell'Energia e delle Risorse Naturali Hilmi Güler era presente alla cerimonia. Il 31 gennaio 2007, il ministro d'Italia per lo Sviluppo Economico Pier Luigi Bersani, e il ministro greco Dimitris Sioufas concessi diritti di utilizzo esclusivo del gasdotto di Edison SpA e DEPA per 25 anni. Questo è stato approvato dalla Commissione europea nel maggio 2007. Il 26 luglio 2007, il protocollo aggiuntivo sulla costruzione è stato firmato a Roma. In data 11 giugno 2008, la società di progetto per la sezione offshore IGI Poseidon SA è stata costituita in Italia con il 50% quote detenute da DEPA ed Edison.
Nel febbraio 2011, la società di consulenza di ingegneria Penspen è stato assegnato il disegno di ingegneria di base del contratto per la sezione on-shore del gasdotto da Komotini a Igoumenitsa, Thesprotia. Nel settembre 2011, la fattibilità tecnica è stata confermata da un sondaggio marino completata da Fugro Geoconsulting.

### Descrizione tecnica
La lunghezza della Grecia-Italia gasdotto sarebbe più che 807 chilometri, di cui 590 km sarebbero gasdotto onshore in Grecia e più di 217 chilometri verrebbero fissati sul fondo marino del Mar Ionio. Il gasdotto dovrebbe essere collegato al gasdotto Turchia-Grecia fuori Komotini e correva per Igoumenitsa, Thesprotia. La sezione offshore sarebbe stata costruita tra l'Igoumenitsa e Otranto in Puglia. La sezione offshore sarebbe costata 500 milioni di € e la sezione greca avrà un costo di € 600 milioni.
La capacità del gasdotto sarà di 8 miliardi di metri cubi di gas naturale all'anno, l'80% della capacità di trasmissione dovrebbe essere riservata ad Edison SpA, mentre il 20% sarebbe riservato a DEPA.

## Gasdotto Grecia-Bulgaria
Il 14 luglio 2009, la Bulgarian Energy Holding ha firmato un accordo con la DEPA e la Edison SpA sulla creazione di una società per costruire e gestire il gasdotto Interconnettore Grecia-Bulgaria con una capacità di un miliardo di metri cubi di gas all'anno. Il gasdotto sarà di 160 chilometri tra Komotini e Stara Zagora in Bulgaria.

## Altri gasdotti del Mar Mediterraneo
- Greenstream
- Transmed
- Galsi
- Gasdotto Trans-Adriatico